# کوگ (داغستان)
کوگ (به لاتین: Kug) یک منطقهٔ مسکونی در روسیه است که در داغستان واقع شده‌است.